# Walter Steiner
Pour les articles homonymes, voir Walter Steiner (homonymie), Walter et Steiner.
Walter Steiner, né le 15 février 1951 à Wildhaus, est un sauteur à ski suisse. Il est notamment vice-champion olympique et deux fois champion du monde de vol à ski.

## Biographie

### Carrière sportive
Dans l'équipe nationale depuis 1968, il remporte, de manière surprenante, la médaille d'argent sur le grand tremplin aux Jeux olympiques d'hiver de 1972, à 0,1 point du Polonais Wojciech Fortuna. Ses meilleurs résultats à la Tournée des quatre tremplins est jusqu'à ce résultat sixième à deux reprises en 1970-1971.
Il devient le premier champion du monde de vol à ski aussi en 1972 à Planica. Lors de l'édition 1973, il doit se contenter de la médaille d'argent derrière Hans-Georg Aschenbach.
Lors des prochains championnats, il est quatrième au petit tremplin des Mondiaux 1974 et deux fois neuvième aux Jeux olympiques d'hiver de 1976 à Innsbruck. Dans la Tournée des quatre tremplins, il remporte sa première victoire sur un concours à Garmisch-Partenkirchen en 1973-1974, édition dont il finit deuxième. Il est encore deuxième lors de l'édition 1976-1977, gagnant à Bischofshofen, avant de remporter sa dernière victoire majeure aux Championnats du monde de vol à ski à Vikersund avec une grosse avance. En 1974, il bat le record du monde de vol à ski à Planica avec un saut de 169 mètres. Ses performances en vol à ski lui valent le surnom de « l'homme oiseau ».
Sa dernière saison au niveau international a lieu en 1978.
Il a reçu la Médaille Holmenkollen en 1977, ayant gagné au Festival de ski d'Holmenkollen en 1974.
Il devient ensuite entraîneur, s'occupant de l'équipe suisse, avant d'entraîner aux États-Unis.

### Cinéma
Il est le sujet du documentaire La Grande Extase du sculpteur sur bois Steiner réalisé par Werner Herzog et sorti en 1974. Il joue le Taunting Farmer dans un autre film de Werner Herzog : L'Énigme de Kaspar Hauser.

## Palmarès

### Jeux olympiques
| Épreuve / Édition | Sapporo 1972 | Innsbruck 1976 |
| Petit tremplin    | 14e          | 9e             |
| Grand tremplin    | Argent       | 9e             |

### Championnats du monde
| Épreuve / Édition | Falun 1974 | Lahti 1978 |
| Petit tremplin    | 4e         | 26e        |
| Grand tremplin    | 17e        | 10e        |
| Par équipes       |            | 7e         |

### Championnats du monde de vol à ski
| Épreuve / Édition | Planica 1972 | Oberstdorf 1973 | Kulm 1975 | Vikersund 1977 |
| Individuel        | Or           | Argent          | 7e        | Or             |

### Tournée des quatre tremplins
- 2e du classement final en 1974 et 1977.
- 2 victoires dans des manches[2].